# Roberto Carlos (futbolista)
Roberto Carlos da Silva Rocha (Garça, Sāo Paulo, 10 de abril de 1973) es un exfutbolista brasileño que jugaba como lateral izquierdo o carrilero izquierdo. Jugó la mayor parte de su carrera en el Real Madrid C. F. y en la selección de Brasil, siendo considerado como uno de los mejores defensas en la historia del fútbol.
Es uno de los futbolistas pertenecientes al «Club 100 de la FIFA» al haber disputado un total de 125 partidos. Entre su palmarés con la selección de su país, destaca la Copa Mundial de 2002, una Copa Confederaciones en 1997 y las Copas América de 1997 y 1999.  Destacaba por su gran técnica, velocidad y potencia, así como por sus lanzamientos de tiro libre. Su nombre es un homenaje al famoso cantautor brasileño Roberto Carlos, por parte de su padre.
Jugador histórico del Real Madrid Club de Fútbol, entidad en la que desarrolló la mayor parte de su carrera y a la que debe sus mayores logros y reconocimientos. Allí permaneció once temporadas en las que conquistó cuatro Campeonatos de Liga, tres Ligas de Campeones, dos Copas Intercontinentales y una Supercopa de Europa como títulos más destacables, y llegó a ser el extranjero que más partidos disputó en toda su historia con 527, hasta que fue superado en 2020 por Karim Benzema.
El 14 de diciembre de 2020, fue incluido como lateral izquierdo en el segundo dream team histórico del Balón de Oro.
Desde 2016, forma parte de la infraestructura del club madrileño, donde comenzó como embajador de imagen del club y como formador de sus categorías inferiores, para incorporarse después como comentarista y analista a Real Madrid Televisión, puesto que ocupa en la actualidad.

## Trayectoria como futbolista

### Inicios en Brasil y llegada a Europa
Sus primeros pasos futbolísticos fueron en 1989 en Araras, una ciudad del Estado de São Paulo. El equipo donde comenzó se llamaba União São João. Con 14 años llegó al primer equipo y con 16 participó en la selección Sub-20 de Brasil siendo señalado como una de las promesas del fútbol carioca.
En agosto de 1992, con 19 años, Roberto Carlos fue llevado a unirse a una gira por Europa con el Atlético Mineiro. El Galo viajó con un equipo «B» para competir en suelo europeo, ya que se dio prioridad a disputar la primera Copa Conmebol. La gira sirvió como una prueba para muchos jugadores, y una oportunidad para integrarse definitivamente al equipo principal. Roberto Carlos no participó en los dos primeros partidos, en Italia, contra el Lazio y Torino. El primer juego por el Galo fue en Lérida (España) el 27 de agosto, en un partido válido por el Trofeo Ciudad de Lérida ante el Lleida, con Roberto Carlos actuando en los 90 minutos. En los dos partidos siguientes, que se celebraron en Logroño, el lateral también jugó los 90 minutos: el 29 de agosto ante el Logroñés, y al día siguiente ante el Athletic Club; los juegos fueran válidos por el Trofeo Ciudad de Logroño. Antes de retirarse del fútbol, Roberto Carlos agradeció al Atlético Mineiro por la oportunidad:

“Yo soy grato a todos los clubes con los que he trabajado, incluso a mi pequeño União São João Esporte Clube de Araras, porque nunca debemos olvidar nuestros orígenes. Pero yo debo mi llegada a España al Clube Atlético Mineiro, que me dio la oportunidad de pertenecer al equipo en 1992, en una gira a España. Así que hago un inciso para que quede claro y agradezco a este importante club por haberme abierto las puertas aquí en Europa”.
Declaraciones de Roberto Carlos sobre su carrera en Europa.

Sus actuaciones llamaron la atención de los grandes clubes brasileños y en 1993 fue contratado por la Sociedade Esportiva Palmeiras, quien amparada por una gestión conjunta con la multinacional Parmalat contrató algunos de los mejores jugadores emergentes del país para terminar con una sequía de dieciséis años sin títulos. Fue uno de los jugadores más destacados de un equipo que logró vencer el Campeonato Paulista, el Torneo Río-São Paulo y el Campeonato Brasileño. En ellos anotó un total de seis goles en 65 partidos junto a jugadores como Mazinho, César Sampaio, Edílson da Silva, Edmundo de Souza o Zinho de Oliveira. Los éxitos se repitieron al año siguiente, donde fue campeón nuevamente del Campeonato Paulista y del Campeonato Brasileño reteniendo el título y que sirvió al club a convertirse en el equipo más laureado del máximo torneo brasileño por delante de los seis títulos del Santos Futebol Clube. En el curso Roberto Carlos jugó 60 partidos en los que anotó tres goles y en él recalaron Flávio Conceição, Cléber Conceição y Rivaldo Ferreira. Cabe destacar que el principal entrenador en dicho período fue Vanderlei Luxemburgo, quien años después volvió a dirigir al jugador en el Real Madrid Club de Fútbol de España. 1994 fue también el año de su debut en competición internacional, como campeones de Brasil, en la Copa Libertadores de América. Su debut se produjo el 2 de marzo frente al Cruzeiro Esporte Clube de Dida y Ronaldo Nazário en un partido que finalizó con victoria por 2-0.
La nueva temporada, tercera con el conjunto «alviverde», disputó 36 partidos en los que anotó 7 goles hasta mitad de año, parándose las competiciones como era habitual en el país por el invierno. Por aquel entonces los clubes brasileños acudían a los numerosos torneos de verano europeo organizados por los clubes del Viejo Continente, y que les servían a los jugadores cariocas de escaparate internacional. El jugador, con 161 partidos y 16 goles para el Palmeiras —187 y 17 sumando partidos amistosos—, y habiendo ya debutado con la selección absoluta de Brasil fue seguido por varios equipos. El Football Club Internazionale milanés fue uno de los más interesados en su contratación y así, en agosto de 1995, se incorporó al club interista para la temporada 1995-96. En su primer partido con el club italiano Roberto Carlos anotó el gol de la victoria por 1-0 frente al Vicenza Calcio.

### Carrera en el Real Madrid C. F.

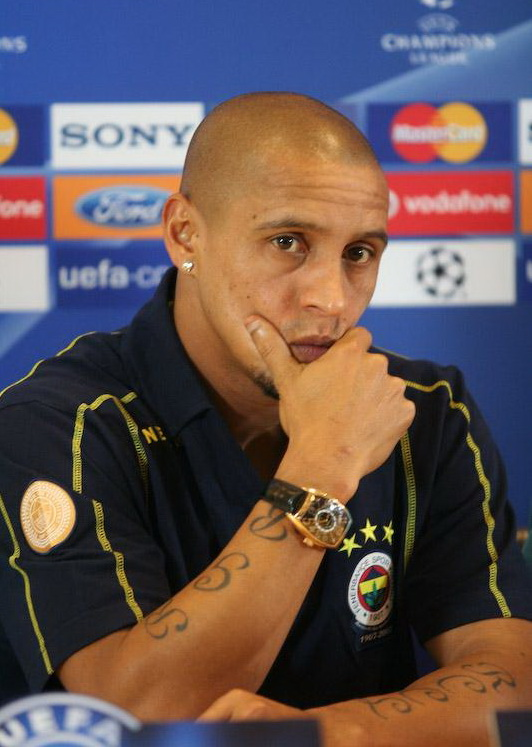
Roberto Carlos en 2007.

Un año después de su llegada a Italia se incorporó a la disciplina del Real Madrid Club de Fútbol en la temporada 1996-97 de la mano de Fabio Capello. El brasileño llegó a la capital de España en el traspaso que llevó al F. C. Internazionale a Iván Zamorano, delantero madridista.
Roberto Carlos jugó 11 temporadas en el club blanco, convirtiéndose en el jugador no nacido en España con más partidos jugados en el Real Madrid. Formó parte de la mítica plantilla que consiguió la ansiada «Séptima» Copa de Europa en 1998, reeditando título en 2000 y 2002. En ese mismo año, se convirtió en uno de los pocos jugadores en haber ganado la Copa de Europa y la Copa del Mundo en el mismo año. Durante el año 2002, equipos como el Manchester United y el Inter de Milán se interesan por su fichaje, aunque el Real Madrid se niega a negociar un posible traspaso. En vez de esto, Roberto Carlos amplía su contrato con el Real Madrid hasta 2007.
Desde su llegada al Real Madrid, sorprendió por su gran capacidad ofensiva y su habilidad para marcar goles, promediando seis por temporada entre todas las competiciones oficiales. Algunos de estos tantos fueron claves para los títulos ganados por el Real Madrid. Por ejemplo en 2002, fue elegido mejor jugador de la final de la Supercopa de Europa, en la que marcó un gol y provocó otro en propia puerta de su rival, el Feyenoord. En el campeonato liguero, en la última jornada de la temporada 2002/03, con empate a uno en el marcador ante el Athletic Club, convirtió un lanzamiento de falta justo antes del descanso, dando la ventaja a su equipo, que necesitaba la victoria para ganar el campeonato. Lo mismo ocurrió en el partido en Huelva ante el Recreativo en la temporada 2006/07, un gol suyo en el descuento, su último tanto como madridista, valió el triunfo y mantener el liderato de la Liga, que ya no se escaparía. Esa temporada 2006/07, que concluyó con el trigésimo título de Liga para el club, fue la última de sus once temporadas en el Real Madrid, que comenzaron en la 1996/97 también con el título de Liga y con el mismo entrenador, Fabio Capello.
En 2004, después de una temporada sin títulos, el brasileño rechaza la oferta de renovación del Real Madrid. Al final de ese año, llega al Real Madrid, avalado por Roberto Carlos, el entrenador brasileño Vanderlei Luxemburgo, que coincidió con él en el Palmeiras. Al cabo de un año, Luxemburgo es destituido, algo que Roberto Carlos critica públicamente y lo distancia definitivamente del presidente Florentino Pérez. A finales de esa temporada vive sus peores momentos como madridista. A tres años sin títulos y su ruptura con la dirección del equipo, se le sumó uno de sus peores partidos con el Real Madrid en una visita al FC Barcelona. En el partido, que acabó 1-1, Roberto Carlos cometió un penalti sobre Mark van Bommel y fue expulsado por insultar al árbitro y un asistente. Después de esto, el Real Madrid desoye las peticiones de Roberto Carlos para ampliar su contrato, al que sólo le queda un año, y el jugador es puesto a la venta por la comisión gestora que dirige el equipo tras la dimisión de Florentino Pérez y Fernando Martín Álvarez. Pese a ello, el jugador continúa el Real Madrid, al rechazar la nueva presidencia de Ramón Calderón la oferta del Fenerbahce turco.
Se nacionalizó español en el 2 de agosto de 2005, liberando así una plaza de extracomunitario en la plantilla blanca, permitiendo al club incorporar más uno jugador no-europeo.
El 8 de marzo de 2007, un día después de ser eliminado el Real Madrid de la Liga de Campeones, Roberto Carlos anunció que dejaría el equipo al final de esa temporada. Tras ganar la Liga en la última jornada, partió hacia el Fenerbahce, el club que se interesó por su fichaje la temporada anterior. Su palmarés con el Real Madrid fue de cuatro Ligas, tres Ligas de Campeones, tres Supercopas de España, una Supercopa de Europa y dos Copas Intercontinentales.

### Post-Real Madrid
Después de ganar su último título con el Real Madrid, el 19 de junio de 2007 firmó por tres temporadas con el Fenerbahçe turco, en el que permaneció finalmente hasta el 17 de diciembre de 2009. Regresó a su país a jugar con el Corinthians, donde fue presentado el 4 de enero de 2010. En su segunda temporada y tras la eliminación de su equipo de la Copa Libertadores en febrero de 2011, Roberto Carlos recibió amenazas provenientes de un sector de aficionados. A raíz de este hecho, optó por hacer una rescisión amigable con el club, anunciando su salida el 11 de febrero, para firmar un día después por dos temporadas con el FC Anzhi ruso, su último club como jugador en activo.

#### Anzhi Majachkalá

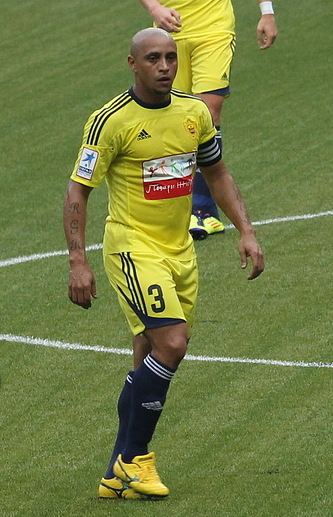
Roberto Carlos en agosto de 2011.

El 12 de febrero de 2011, Roberto Carlos firmó un contrato de 10 millones de euros por dos años y el resto de esa temporada, con el club de la Primera División rusa FC Anzhi Majachkalá, dándole además la capitanía del equipo.
El 25 de abril marcó su primer gol para el Anzhi, en el empate 2-2 contra el Dínamo de Moscú, convirtiendo un penal a los 58 minutos. En su primera temporada en el Anzhi hizo 28 apariciones y marcó cinco tantos.
El 30 de septiembre de 2011 Roberto Carlos se convirtió en el entrenador interino del Anzhi tras el despido de Gadzhi Gadzhiyev. El 12 de febrero de 2012, día en el que se le entregó un trofeo e hizo el saque de honor en el Santiago Bernabéu, Roberto Carlos anunció en España, en el programa deportivo "Punto Pelota", su retirada al finalizar la temporada 2012/13, disputando su último partido el 9 de marzo de 2012.
En 2015 se anuncia que será entrenador/jugador del Delhi Dynamos Football Club donde llegó a jugar 3 partidos oficiales, después de eso se retiró definitivamente del fútbol, dedicándose solo a ser entrenador del club de la India.

## Selección nacional
Entre 1992 y 2006, Roberto Carlos disputó 125 encuentros con la selección brasileña. Es el segundo futbolista con más participaciones con camiseta brasileña, siendo superado únicamente por Cafú, quien ostenta el récord con 142 partidos jugados.
Debutó con la selección brasileña absoluta el 26 de febrero de 1992 frente a Estados Unidos en Fortaleza. Participó en tres Mundiales, Francia 1998 (subcampeón), Corea-Japón 2002 (campeón) y Alemania 2006 (cuartofinalista). En este último fue muy criticado por los torcedores brasileños por ser responsable del gol que eliminó a Brasil en cuartos de finales frente a Francia, debido a que no marcó correctamente a Thierry Henry, autor del único gol del partido pero Roberto Carlos niega haber fallado en el gol de Henry y cree que fue un error colectivo. Y después el jugador decidió responder las críticas."En la selección mi historia terminó. Quiero abrir espacio para una renovación. Espero que pueda entregar este número seis a alguien que continúe la victoriosa historia de Brasil", escribió el jugador en un comunicado, en internet titulado «Dejo la selección, pero no dejó el amor por Brasil».
De sus 11 goles con «La Canarinha», cabe destacar el espectacular gol de tiro libre que anotó a una distancia de 33.13 m, considerado como uno de los mejores goles de la década de los 90, que le marcó a la selección francesa en el Torneo de Francia 1997, el 3 de junio de 1997, en el Stade Gerland de Lyon.
En enero de 2010, el brasileño se ofreció para volver a la selección para el Mundial de 2010 junto a Ronaldo, pero no fue convocado por Dunga, quien fue su compañero en el Mundial de 1998.

### Participaciones en fases finales
| Competición                    | Sede                  | Resultado        | Partidos | Goles |
| ------------------------------ | --------------------- | ---------------- | -------- | ----- |
| Copa América 1993              | Ecuador               | Cuartos de final | 4        | 0     |
| Copa América 1995              | Uruguay               | Subcampeón       | 6        | 0     |
| Copa América 1997              | Bolivia               | Campeón          | 5        | 0     |
| Copa Confederaciones 1997      | Arabia Saudita        | Campeón          | 4        | 0     |
| Copa Mundial de Fútbol de 1998 | Francia               | Subcampeón       | 7        | 1     |
| Copa América 1999              | Paraguay              | Campeón          | 6        | 0     |
| Copa Mundial de Fútbol de 2002 | Corea del Sur y Japón | Campeón          | 6        | 1     |
| Copa Mundial de Fútbol de 2006 | Alemania              | Cuartos de final | 4        | 0     |

## Estilo de juego

Esquema del gol de Roberto Carlos a los franceses en 1997.

Jugaba en la posición de lateral izquierdo. Tenía una gran vocación ofensiva y, gracias a su velocidad y su resistencia, era habitual verle corriendo continuamente por su banda durante los 90 minutos. Así se unía a las jugadas de ataque de su equipo y llegaba al área rival, o chutaba desde lejos, con disparos de trayectorias espectaculares que llegaban a alcanzar los 150 km/h. Promediaba más de 5 goles por temporada, una cifra extraordinaria para un defensa. También destacaba en los lanzamientos de falta. Su ritual consistía en poner el balón con la válvula hacia abajo, lo que daba más efecto al tiro. Empezaba una carrerilla desde unos 20 m, empezando de puntillas, y terminando con grandes zancadas antes de realizar su potente disparo con la pierna izquierda.
Sus capacidades atléticas le permitían ser siempre uno de los jugadores más destacados de los campeonatos que disputaba. Durante su época en el Real Madrid, llenaba portadas de periódicos que le destacaban como el mejor lateral izquierdo de la Liga, el futbolista más veloz en carrera y el que con más potencia pegaba al balón. La FIFA se refirió a él como "quizás, el mejor lateral izquierdo de la historia del fútbol".

## Estadísticas

### Clubes
Actualizado a fin de carrera deportiva. Resaltadas temporadas en calidad de cesión.
| Club | Temporada (1)              | Div.                       | Liga  | Liga  | Liga   | Regional (2)         | Regional (2)         | Regional (2)         | Copas (3)            | Copas (3)            | Copas (3)            | Internacional (4)    | Internacional (4)    | Internacional (4)    | Total (5) | Total (5) | Total (5) | Media goleadora |
| Club | Temporada (1)              | Div.                       | Part. | Goles | Asist. | Part.                | Goles                | Asist.               | Part.                | Goles                | Asist.               | Part.                | Goles                | Asist.               | Part.     | Goles     | Asist.    | Media goleadora |
| --- | -------------------------- | -------------------------- | ----- | ----- | ------ | -------------------- | -------------------- | -------------------- | -------------------- | -------------------- | -------------------- | -------------------- | -------------------- | -------------------- | --------- | --------- | --------- | --------------- |
| União São João E. C. · Brasil | 1990                       | ?                          | ?     | ?     | ?      | ?                    | ?                    | ?                    | ?                    | ?                    | ?                    | -                    | -                    | -                    | ?         | ?         | ?         | ?               |
| União São João E. C. · Brasil | 1991                       | ?                          | -     | -     | -      | 24                   | 1                    | ?                    | -                    | -                    | -                    | -                    | -                    | -                    | 24        | 1         | ?         | 0.17            |
| União São João E. C. · Brasil | 1992                       | ?                          | 22    | 4     | ?      | 21                   | 1                    | ?                    | -                    | -                    | -                    | -                    | -                    | -                    | 43        | 5         | ?         | 0.17            |
| Atlético Mineiro · Brasil | 1992                       | 1.ª                        | 3     | -     | ?      | ?                    | ?                    | ?                    | ?                    | ?                    | ?                    | ?                    | ?                    | ?                    | 35        | 9         | ?         | 0.26            |
| Total União São João E. C. | Total União São João E. C. | Total União São João E. C. | 33    | 10    | ?      | Desglose desconocido | Desglose desconocido | Desglose desconocido | Desglose desconocido | Desglose desconocido | Desglose desconocido | Desglose desconocido | Desglose desconocido | Desglose desconocido | 90        | 15        | ?         | 0.17            |
| S. E. Palmeiras · Brasil | 1993                       | 1.ª                        | 20    | 1     | ?      | 40                   | 5                    | ?                    | 5                    | -                    | ?                    | -                    | -                    | -                    | 65        | 6         | ?         | 0.09            |
| S. E. Palmeiras · Brasil | 1994                       | 1.ª                        | 24    | 2     | ?      | 27                   | -                    | ?                    | 3                    | -                    | ?                    | 6                    | 1                    | ?                    | 60        | 3         | ?         | 0.05            |
| S. E. Palmeiras · Brasil | 1995                       | 1.ª                        | -     | -     | -      | 23                   | 3                    | ?                    | 4                    | 1                    | ?                    | 10                   | 3                    | ?                    | 37        | 7         | ?         | 0.19            |
| Total S. E. Palmeiras | Total S. E. Palmeiras      | Total S. E. Palmeiras      | 44    | 3     | ?      | 90                   | 8                    | ?                    | 12                   | 1                    | ?                    | 16                   | 4                    | ?                    | 162       | 16        | ?         | 0.10            |
| Inter de Milán · Italia | 1995-96                    | 1.ª                        | 30    | 5     | 5      | Inexistentes         | Inexistentes         | Inexistentes         | 2                    | 1                    | 0                    | 2                    | 1                    | 0                    | 34        | 7         | 5         | 0.21            |
| Real Madrid C. F. · España | 1996-97                    | 1.ª                        | 37    | 5     | 2      | Inexistentes         | Inexistentes         | Inexistentes         | 5                    | -                    | -                    | -                    | -                    | -                    | 42        | 5         | 2         | 0.12            |
| Real Madrid C. F. · España | 1997-98                    | 1.ª                        | 35    | 4     | 8      | Inexistentes         | Inexistentes         | Inexistentes         | 3                    | 1                    | -                    | 9                    | 2                    | 4                    | 47        | 7         | 12        | 0.15            |
| Real Madrid C. F. · España | 1998-99                    | 1.ª                        | 35    | 5     | 10     | Inexistentes         | Inexistentes         | Inexistentes         | 4                    | -                    | -                    | 13                   | -                    | 1                    | 52        | 5         | 11        | 0.10            |
| Real Madrid C. F. · España | 1999-00                    | 1.ª                        | 35    | 4     | 8      | Inexistentes         | Inexistentes         | Inexistentes         | 3                    | -                    | -                    | 17                   | 4                    | 5                    | 55        | 8         | 13        | 0.15            |
| Real Madrid C. F. · España | 2000-01                    | 1.ª                        | 36    | 4     | 7      | Inexistentes         | Inexistentes         | Inexistentes         | 1                    | -                    | -                    | 15                   | 5                    | 3                    | 52        | 10        | 10        | 0.19            |
| Real Madrid C. F. · España | 2001-02                    | 1.ª                        | 31    | 3     | 5      | Inexistentes         | Inexistentes         | Inexistentes         | 8                    | 1                    | -                    | 13                   | 2                    | 4                    | 52        | 6         | 9         | 0.12            |
| Real Madrid C. F. · España | 2002-03                    | 1.ª                        | 37    | 5     | 7      | Inexistentes         | Inexistentes         | Inexistentes         | 1                    | -                    | -                    | 17                   | 2                    | 4                    | 55        | 7         | 11        | 0.13            |
| Real Madrid C. F. · España | 2003-04                    | 1.ª                        | 32    | 5     | 5      | Inexistentes         | Inexistentes         | Inexistentes         | 9                    | 1                    | -                    | 8                    | 2                    | 1                    | 49        | 8         | 6         | 0.16            |
| Real Madrid C. F. · España | 2004-05                    | 1.ª                        | 34    | 3     | 5      | Inexistentes         | Inexistentes         | Inexistentes         | 2                    | -                    | -                    | 10                   | 1                    | -                    | 46        | 4         | 5         | 0.11            |
| Real Madrid C. F. · España | 2005-06                    | 1.ª                        | 35    | 5     | 6      | Inexistentes         | Inexistentes         | Inexistentes         | 3                    | 1                    | -                    | 7                    | -                    | -                    | 45        | 6         | 6         | 0.13            |
| Real Madrid C. F. · España | 2006-07                    | 1.ª                        | 23    | 3     | 2      | Inexistentes         | Inexistentes         | Inexistentes         | 1                    | -                    | -                    | 8                    | -                    | 1                    | 32        | 3         | 3         | 0.09            |
| Total Real Madrid C. F. | Total Real Madrid C. F.    | Total Real Madrid C. F.    | 370   | 46    | 63     | Inexistentes         | Inexistentes         | Inexistentes         | 39                   | 4                    | 0                    | 118                  | 18                   | 23                   | 527       | 68        | 102       | 0.13            |
| Fenerbahçe S. K. Turquía | 2007-08                    | 1.ª                        | 22    | 2     | 2      | Inexistentes         | Inexistentes         | Inexistentes         | 4                    | -                    | -                    | 9                    | -                    | -                    | 35        | 2         | 2         | 0.06            |
| Fenerbahçe S. K. Turquía | 2008-09                    | 1.ª                        | 32    | 4     | 9      | Inexistentes         | Inexistentes         | Inexistentes         | 8                    | 2                    | -                    | 10                   | 1                    | 1                    | 50        | 7         | 10        | 0.14            |
| Fenerbahçe S. K. Turquía | 2009-10                    | 1.ª                        | 11    | -     | -      | Inexistentes         | Inexistentes         | Inexistentes         | -                    | -                    | -                    | 8                    | 1                    | 1                    | 19        | 1         | 1         | 0.05            |
| Total Fenerbahçe S. K. | Total Fenerbahçe S. K.     | Total Fenerbahçe S. K.     | 65    | 6     | 11     | 0                    | 0                    | 0                    | 12                   | 2                    | 0                    | 27                   | 2                    | 2                    | 104       | 10        | 13        | 0.10            |
| S. C. Corinthians · Brasil | 2010                       | 1.ª                        | 35    | 1     | 7      | 14                   | 3                    | 0                    | -                    | -                    | -                    | 8                    | -                    | 1                    | 57        | 4         | 0         | 0.02            |
| S. C. Corinthians · Brasil | 2011                       | 1.ª                        | -     | -     | -      | 3                    | 1                    | 0                    | -                    | -                    | -                    | 1                    | -                    | -                    | 4         | 1         | 0         | 0.25            |
| F. K. Anzhí Majachkalá · Rusia | 2011                       | 1.ª                        | 25    | 4     | 4      | Inexistentes         | Inexistentes         | Inexistentes         | 3                    | 1                    | -                    | -                    | -                    | -                    | 28        | 5         | 4         | 0.18            |
| Delhi Dynamos F. C. India | 2015                       | 1.ª                        | 3     | 0     | -      | Inexistentes         | Inexistentes         | Inexistentes         | -                    | -                    | -                    | -                    | -                    | -                    | 3         | 0         | -         | 0               |
| Total S. C. Corinthians | Total S. C. Corinthians    | Total S. C. Corinthians    | 35    | 1     | 7      | 17                   | 4                    | ?                    | 0                    | 0                    | 0                    | 9                    | 0                    | 1                    | 61        | 5         | ?         | 0.08            |
| Total carrera | Total carrera              | Total carrera              | 608   | 76    | 85+    | 107+                 | 12+                  | 0+                   | 68+                  | 9+                   | 0+                   | 172                  | 25                   | 26+                  | 1044      | 106       | 1654+     | 1.02            |
| (1) Resaltadas las temporadas que le proclamaron Balón de Plata. (2) Incluye datos de Torneo Río-São Paulo (1993); Campeonato Paulista (1993-95, 2010-11). (3) Incluye datos de Copa Italia (1995-96) / Copa del Rey, Supercopa de España (1996-07) / Türkiye Kupası, Türkiye Süper Kupası (2007-09) / Kubok Rossii (2011). (4) Incluye datos de Copa Libertadores (1994-95, 2010-11) / Copa UEFA (1995-96), Liga Europa (2009); Liga de Campeones de la UEFA (1996-09); Supercopa de Europa, Mundial de Clubes (1998-02). (5) No incluye datos de partidos amistosos. |                            |                            |       |       |        |                      |                      |                      |                      |                      |                      |                      |                      |                      |           |           |           |                 |

### Selección
| Selección | Año   | Amistosos | Amistosos | Amistosos | Copa América | Copa América | Copa América | Copa Confederaciones | Copa Confederaciones | Copa Confederaciones | Mundial (1) | Mundial (1) | Mundial (1) | Eliminatorias Mundialistas (2) | Eliminatorias Mundialistas (2) | Eliminatorias Mundialistas (2) | Total | Total | Total |
| Selección | Año   | PJ        | G         | A         | PJ           | G            | A            | PJ                   | G                    | A                    | PJ          | G           | A           | PJ                             | G                              | A                              | PJ    | G     | A     |
| --------- | ----- | --------- | --------- | --------- | ------------ | ------------ | ------------ | -------------------- | -------------------- | -------------------- | ----------- | ----------- | ----------- | ------------------------------ | ------------------------------ | ------------------------------ | ----- | ----- | ----- |
| Sub-20    |       |           |           |           |              |              |              |                      |                      |                      |             |             |             |                                |                                |                                |       |       |       |
| 1991      | 0     | 0         | 0         | -         | -            | -            | -            | -                    | -                    | -                    | -           | -           | 5           | -                              | -                              | 5                              | 0     | 0     |       |
| Olímpica  |       |           |           |           |              |              |              |                      |                      |                      |             |             |             |                                |                                |                                |       |       |       |
| 1996      | 0     | 0         | 0         | -         | -            | -            | -            | -                    | -                    | 6                    | -           | -           | -           | -                              | -                              | 6                              | 0     | 0     |       |
| Brasil    |       |           |           |           |              |              |              |                      |                      |                      |             |             |             |                                |                                |                                |       |       |       |
| 1992      | 0     | 0         | 0         | -         | -            | -            | -            | -                    | -                    | -                    | -           | -           | -           | -                              | -                              | 7                              | 0     | 0     |       |
| 1993      | 0     | 0         | 0         | -         | -            | -            | -            | -                    | -                    | -                    | -           | -           | -           | -                              | -                              | 5                              | 0     | 0     |       |
| 1994      | 0     | 0         | 0         | -         | -            | -            | -            | -                    | -                    | -                    | -           | -           | -           | -                              | -                              | 7                              | 0     | 0     |       |
| 1995      | 1     | 0         | 1         | -         | -            | -            | -            | -                    | -                    | -                    | -           | -           | -           | -                              | -                              | 13                             | 1     | 1     |       |
| 1996      | 0     | 0         | 0         | -         | -            | -            | -            | -                    | -                    | -                    | -           | -           | -           | -                              | -                              | 4                              | 0     | 0     |       |
| 1997      | 4     | 0         | 0         | -         | -            | -            | 4            | 0                    | 0                    | -                    | -           | -           | -           | -                              | -                              | 18                             | 2     | 0     |       |
| 1998      | 2     | 0         | 1         | -         | -            | -            | -            | -                    | -                    | 7                    | 0           | 0           | -           | -                              | -                              | 10                             | 0     | 1     |       |
| 1999      | 4     | 1         | 0         | -         | -            | -            | -            | -                    | -                    | -                    | -           | -           | -           | -                              | -                              | 13                             | 2     | 0     |       |
| 2000      | 2     | 0         | 0         | -         | -            | -            | -            | -                    | -                    | -                    | -           | -           | 7           | 0                              | 0                              | 9                              | 0     | 0     |       |
| 2001      | 2     | 0         | 0         | -         | -            | -            | -            | -                    | -                    | -                    | -           | -           | 5           | 0                              | 0                              | 7                              | 0     | 0     |       |
| 2002      | 1     | 0         | 0         | -         | -            | -            | -            | -                    | -                    | 6                    | 1           | 0           | -           | -                              | -                              | 7                              | 1     | 0     |       |
| 2003      | 1     | 0         | 0         | -         | -            | -            | -            | -                    | -                    | -                    | -           | -           | 2           | 0                              | 0                              | 3                              | 0     | 0     |       |
| 2004      | 4     | 0         | 0         | -         | -            | -            | -            | -                    | -                    | -                    | -           | -           | 7           | 0                              | 0                              | 11                             | 0     | 0     |       |
| 2005      | 0     | 0         | 0         | -         | -            | -            | -            | -                    | -                    | -                    | -           | -           | 6           | 2                              | 0                              | 6                              | 2     | 0     |       |
| 2006      | 2     | 0         | 1         | -         | -            | -            | -            | -                    | -                    | 4                    | 0           | 0           | -           | -                              | -                              | 6                              | 0     | 1     |       |
| Total     | Total | 23        | 1         | 3         | 0            | 0            | 0            | 4                    | 0                    | 0                    | 23          | 1           | 0           | 32                             | 2                              | 0                              | 138   | 11    | 3     |

(2) Incluye los partidos de la Juegos Olímpicos (1996); Copa Mundial de Fútbol (1998-2006).

### Como entrenador
| Club                   | País    | Año       |
| ---------------------- | ------- | --------- |
| F. K. Anzhi Majachkalá | Rusia   | 2012      |
| Sivasspor              | Turquía | 2013-2014 |
| Akhisar Belediyespor   | Turquía | 2015      |
| Al-Arabi S. C.         | Catar   | 2015      |
| Delhi Dynamos F. C.    | India   | 2015      |

## Palmarés

##### Títulos regionales
| Título               | Club            | País   | Año  |
| -------------------- | --------------- | ------ | ---- |
| Torneo Río-São Paulo | S. E. Palmeiras | Brasil | 1993 |
| Campeonato Paulista  | S. E. Palmeiras | Brasil | 1993 |
| Campeonato Paulista  | S. E. Palmeiras | Brasil | 1994 |

##### Títulos locales
| Título               | Club              | País    | Año  |
| -------------------- | ----------------- | ------- | ---- |
| Serie A              | S. E. Palmeiras   | Brasil  | 1993 |
| Serie A              | S. E. Palmeiras   | Brasil  | 1994 |
| Campeonato de Liga   | Real Madrid C. F. | España  | 1997 |
| Supercopa            | Real Madrid C. F. | España  | 1997 |
| Campeonato de Liga   | Real Madrid C. F. | España  | 2001 |
| Supercopa            | Real Madrid C. F. | España  | 2001 |
| Campeonato de Liga   | Real Madrid C. F. | España  | 2003 |
| Supercopa            | Real Madrid C. F. | España  | 2003 |
| Campeonato de Liga   | Real Madrid C. F. | España  | 2007 |
| Supercopa de Turquía | Fenerbahçe S. K   | Turquía | 2007 |
| Supercopa de Turquía | Fenerbahçe S. K   | Turquía | 2009 |

##### Títulos internacionales
| Título                       | Club (*)                     | País                  | Año     |
| ---------------------------- | ---------------------------- | --------------------- | ------- |
| Sudamericano Sub-20          | Selección de Brasil sub-20   | Venezuela             | 1991    |
| Preolímpico Sudamericano     | Selección de Brasil sub-23   | Argentina             | 1996    |
| Juegos Olímpicos             | Selección olímpica de Brasil | Estados Unidos        | 1996    |
| Copa América                 | Selección de Brasil          | Bolivia               | 1997    |
| Copa FIFA Confederaciones    | Selección de Brasil          | Arabia Saudita        | 1997    |
| Liga de Campeones de la UEFA | Real Madrid C. F.            | Países Bajos          | 1997-98 |
| Copa Intercontinental        | Real Madrid C. F.            | Japón                 | 1998    |
| Copa América                 | Selección de Brasil          | Paraguay              | 1999    |
| Liga de Campeones de la UEFA | Real Madrid C. F.            | Francia               | 1999-00 |
| Liga de Campeones de la UEFA | Real Madrid C. F.            | Escocia               | 2001-02 |
| Copa Mundial de la FIFA      | Selección de Brasil          | Corea del Sur y Japón | 2002    |
| Supercopa de Europa          | Real Madrid C. F.            | Mónaco                | 2002    |
| Copa Intercontinental        | Real Madrid C. F.            | Japón                 | 2002    |

(*) Incluyendo la selección.

### Distinciones individuales
| Distinción                                | Año                                      |
| ----------------------------------------- | ---------------------------------------- |
| FIFA World Player (2.º)                   | 1997                                     |
| Balón de Plata                            | 2002                                     |
| Trofeo EFE                                | 1998                                     |
| Equipo de las Estrellas de Copa del Mundo | 2002                                     |
| Equipo del año UEFA                       | 2002, 2003                               |
| Mejor Defensa de la Liga de Campeones     | 2002, 2003                               |
| Equipo del Año ESM                        | 1997, 1998, 2000, 2001, 2002, 2003, 2004 |
| Miembro del FIFA 100                      | 2004                                     |
| Nominado al FIFA/FIFPro World XI          | 2005, 2006, 2007                         |
| Premio Golden Foot                        | 2008                                     |
| Once histórico de plata del Balón de Oro  | 2020                                     |